# Bathysaurus
Bathysaurus is een geslacht van straalvinnige vissen uit de familie van hagedisvissen (Synodontidae). Het geslacht is voor het eerst wetenschappelijk beschreven in 1878 door Guenther.

## Soorten
- Bathysaurus ferox Günther, 1878
- Bathysaurus mollis Günther, 1878